# Liechtenstein op de Olympische Winterspelen 1948
Tijdens de Olympische Winterspelen van 1948, die in Sankt Moritz (Zwitserland) werden gehouden, nam Liechtenstein voor de tweede keer deel.

## Deelnemers en resultaten

### Alpineskiën
| Olympiër                     | Discipline     | Resultaat | Prestatie                                                                        |
| ---------------------------- | -------------- | --------- | -------------------------------------------------------------------------------- |
| Franz Beck                   | afdaling (m)   | 55e       | 3.38,3 (+43,3)                                                                   |
| Franz Beck                   | combinatie (m) | 47e       | 48,37 punten (+45,10) afdaling: 24,06 p (3.38,3) slalom: 24,31 p (1.46,2+1.23,8) |
| Max Gassner                  | afdaling (m)   | 73e       | 3.53,0 (+58,0)                                                                   |
| Max Gassner                  | combinatie (m) | 62e       | 76,56 punten (+73,29) afdaling: 32,00 p (3.53,0) slalom: 44,56 p (2.09,0+1.46,9) |
| Constantin von Liechtenstein | afdaling (m)   | 99e       | 5.04,1 (+2.09,1)                                                                 |
| Poldi Schädler               | afdaling (m)   | 79e       | 4.00,0 (+1.05,0)                                                                 |
| Poldi Schädler               | combinatie (m) | 50e       | 54,48 punten (+51,21) afdaling: 35,86 p (4.00,0) slalom: 18,62 p (1.40,0+1.17,1) |
| Theodor Sele                 | afdaling (m)   | 90e       | 4.24,1 (+1.29,1)                                                                 |
| Theodor Sele                 | combinatie (m) | 58e       | 72,78 punten (+69,51) afdaling: 49,22 p (4.24,1) slalom: 23,56 p (1.37,5+1.30,8) |

### Langlaufen
| Olympiër                                             | Discipline        | Resultaat | Prestatie                                        |
| ---------------------------------------------------- | ----------------- | --------- | ------------------------------------------------ |
| Christof Frommelt                                    | 18 km (m)         | 79e       | 1:42.35 (+29.45)                                 |
| Egon Matt                                            | 18 km (m)         | 82e       | 1:48.41 (+35.51)                                 |
| Erwin Jehle                                          | 18 km (m)         | 83e       | 1:49.26 (+36.36)                                 |
| Christof Frommelt Arthur Meier Xaver Frick Egon Matt | 4x10 km estafette | 11e       | 3:35.39 (+47.51) (47.25 / 52.51 / 58.21 / 57.02) |

Argentinië · België · Bulgarije · Canada · Chili · Denemarken · Finland · Frankrijk · Griekenland · Groot-Brittannië · Hongarije · IJsland · Italië · Joegoslavië · Libanon · Liechtenstein · Nederland · Noorwegen · Oostenrijk · Polen · Roemenië · Spanje · Tsjecho-Slowakije · Turkije · Verenigde Staten · Zuid-Korea · Zweden · Zwitserland